# 13554 Decleir
13554 Decleir è un asteroide della fascia principale. Scoperto nel 1992, presenta un'orbita caratterizzata da un semiasse maggiore pari a 2,7617667 UA e da un'eccentricità di 0,1573867, inclinata di 2,81711° rispetto all'eclittica.